# Daurada petita americana
La daurada petita americana o senzillament daurada americana (Pluvialis dominica) és una espècie d'ocell de la família dels caràdrids (Charadriidae) que en estiu habita la tundra del nord d'Alaska i el Canadà, incloent Baffin, Southampton i altres illes septentrionals, i en hivern al sud-est del Brasil, el Paraguai, Uruguai i nord-est de l'Argentina.